# Uênia Fernandes
Uênia Fernandes de Souza (São Félix do Araguaia, 12 de agosto de 1984) é uma ciclista brasileira que participa em provas de estrada e pista. É prima das também ciclistas Janildes Fernandes, Clemilda Fernandes e Márcia Fernandes.
Uênia é atleta da seleção brasileira de ciclismo e faz parte do Programa de Atletas de Alto Rendimento (PAAR) das Forças Armadas, além de ser 3º sargento da Força Aérea Brasileira (FAB).
Foi vencedora da Copa América de Ciclismo em 2004 e 2008. Competiu nos Jogos Pan-Americanos de 2007, no Rio de Janeiro.
Em janeiro de 2016, Uênia pegou quatro anos de suspensão após ter sido flagrada em exame antidoping, em julgamento realizado pelo Superior Tribunal de Justiça Desportiva (STJD). A substância encontrada foi eritropoietina, mais conhecida como EPO, em um teste feito fora de competição no dia 29 de setembro de 2015. 